# Czesław Lang
Czesław Lang (n. 17 mai 1955, Comuna Kołczygłowy, voievodatul Pomerania, Polonia) este un sportiv ce a reprezentat Polonia, medaliat olimpic. A participat la o ediție a Jocurilor Olimpice (1980) în care a câștigat o medalie de argint.

## Participări
Lista de mai jos prezintă principalele competiții la care a participat Czesław Lang de-a lungul carierei.
- Velosport na letnih Olimpiiskih igrah 1980 - gruppovaia gonka na șosse (mujcinî)[*]